# Sacramento Kings
Sacramento Kings  este un club de baschet profesionist din Sacramento, California, Statele Unite. Echipa face parte din Conferința de Vest din National Basketball Association (NBA). Joacă meciurile de acasă la Golden 1 Center. Este singura echipă din sporturile majore americane care evoluează în orașul Sacramento. În anul 1945, s-a înscris în National Basketball League sub numele Rochester Royals și a câștigat campionatul în chiar primul sezon, 1945–46. Apoi, în 1948, alături de alte trei echipe din NBL, s-a înscris în Basketball Association of America, competiție denumită ulterior NBA, devenind campioană în 1951 după o victorie cu 4-3 în finala cu New York Knicks. În 1957, echipa a părăsit micuțul oraș Rochester și s-a mutat în Cincinnati, devenind Cincinnati Royals. În 1972, a venit o nouă relocare, la Kansas City, Missouri, unde a evoluat sub numele Kansas City–Omaha Kings deoarece juca meciurile de acasă alternativ la Kansas City și Omaha, Nebraska. Numele a fost schimbat din Royals în Kings pentru a evita confuzia cu echipa de baseball Kansas City Royals. După trei sezoane, echipa a devenit Kansas City Kings, dar a continuat să joace și în Omaha până în martie 1978. În 1984, a ajuns în Sacramento. Între 2006 și 2022, Kings au înregistrat 16 sezoane consecutive cu mai multe înfrângeri decât victorii, cea mai lungă serie din istoria NBA.